# Ruchy secesyjne w Kalifornii

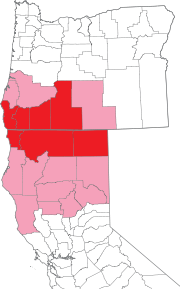
Proponowany stan Jefferson

Ruchy secesyjne w Kalifornii – istniało co najmniej 27 prób, by podzielić Kalifornię od ustanowienia stanu w 1850. Przed tą datą południowa część chciała utworzenia osobnego, niewolniczego stanu poniżej 35. równoleżnika północnego, zwanego Południową Kalifornią i niechętnie zaakceptowała utworzenie jednego, wolnego stanu po wojnie secesyjnej.
- W 1854 Zgromadzenie Stanu Kalifornia przyjęło plan podzielenia stanu na trzy równe części. Południowe, słabo wówczas zaludnione hrabstwa jak Monterey, Mered i Mariposa, miały utworzyć stan Kolorado (wówczas nie istniał jeszcze obecny stan o tej nazwie). Druga oddzielona część – stan Shasta – miała być złożona z Del Norte, Siskiyou, Modoc, Humbolt, Trinity, Shasta, Lassen, Tehama, Plumas oraz części hrabstw Butte i Colusa i Mendocino.
- W 1859 r, ustawodawca i gubernator ustanowił w Akcie Pico, wydzielenie Terytorium Colorado poniżej 36. równoleżnika[3][4][5], jednak z powodu kryzysu wniosek nigdy nie został poddany głosowaniu w Kongresie.

- Już w połowie XIX wieku, górzysty region w północnej Kalifornii i część południowo-zachodniego Oregonu był proponowany jako oddzielny stan. W 1941 roku kilka hrabstw uroczyście oddzieliło się na jeden dzień, ogłaszając stan Jefferson. Ruch ten zaniknął po włączeniu się USA do II wojny światowej, jednak odżył w ostatnich latach.
- Pod koniec XIX wieku, odbyły się poważne rozmowy w Sacramento w sprawie podziału Kalifornii na dwa stany ze względu na trudności komunikacyjne w górach Tehachapi. Dyskusja skończyła się, gdy stwierdzono, iż możliwa jest budowa autostrady w tamtym rejonie.
- Senat Stanu Kalifornia głosował 4 czerwca 1965 nad przyjęciem rezolucji dzielącej Kalifornię na dwa stany z granicą w górach Tehachapi, oddzielając 7 południowych hrabstw od pozostałych. Wniosek został jednak odrzucony przewagą głosów 27-12[6].
- W 1992 członek zgromadzenia Stan Statham zasponsorował ustawę w sprawie umożliwienia przeprowadzenia referendum w celu podzielenia Kalifornii na część północną, środkową i południową. Projekt został poparty głosowaniem Zgromadzenia, jednak został odrzucony w Senacie Kalifornii[7][8].
- W 2003 Tim Holt[9] i Martin Hutchinson[10] zaproponowali w prasie, by podzielić Kalifornię na cztery stany – Bay Area, North Coast, Central Valley i Shasta/Jefferson.
- Na początku 2009 roku, członek zgromadzenia Bill Maze rozpoczął lobbing w celu oddzielenia trzynastu nadbrzeżnych hrabstw, które zwykle głosują na Demokratów, w osobny stan zwany "Nadbrzeżna Kalifornia" bądź "Zachodnia Kalifornia". To trzynaście hrabstw to Marin, Contra Costa, Alameda, San Francisco, San Mateo, Santa Clara, Santa Cruz, San Benito, Monterey, San Luis Obispo, Santa Barbara, Ventura i Los Angeles (San Luis Obispo i Ventura głosują częściej na Republikanów jednak ze względu na geograficzne położenie zaliczone zostały do nowego stanu)[11].
- W 2011 roku działacze republikańscy zaproponowali oddzielenie hrabstw głosujących na republikanów jako stanu Południowa Kalifornia. Terytorium miałoby obejmować hrabstwa Fresno, Imperial, Inyo, Kern, Kings, Madera, Mariposa, Mono, Orange, Riverside, San Bernardino, San Diego i Tulare[12].
- w 2014 pojawiła się propozycja podziału Kalifornii na sześć niezależnych stanów, propozycję tę forsował multimilioner Timothy Draper[13].